# هلگلند
هلگلند جنوبی‌ترین ناحیه در شمال نروژ است. به‌طور کلی، هلگلند به بخشی از شهرستان نوردلاند اشاره دارد که در جنوب دایره قطب شمال قرار دارد. هلگلند از شمال با کوه‌های سالتفجلت و یخچال سوارتیسن هم‌مرز است که مرز طبیعی با ناحیه سالتن را تشکیل می‌دهند. هلگلند در جنوب با شهرستان تروندلاگ هم‌مرز است. مساحت این ناحیه حدود ۱۸۸۳۲ کیلومتر مربع (۷۲۷۱ مایل مربع) است و نزدیک به ۷۹۰۰۰ نفر جمعیت دارد. چهار شهر در این ناحیه وجود دارد: از جنوب به شمال اینها عبارتند از: برانایسون، موشان ساندنشان و مو یی رانا.

## نام
شکل اسکاندیناوی قدیم این نام Hálogaland بود (به هولوگلاند مراجعه کنید).